# Thano Kanacaris
 (février 2024).
Athanasios (Thano) Kanacaris-Roufos (en grec moderne : Αθανάσιος Κανακάρης - Ρούφος) (1830 - 1902) est un homme politique grec, maire de Patras et membre du parlement d'Achaïe.

## Biographie
Né à Patras, il est le fils aîné de Benizélos Roúfos, premier ministre et maire de Patras, et de Victória Sisíni. Il étudie le droit à l'université d'Athènes et à Paris, où il est influencé par le climat libéral de la ville.
Lors de la révolution pour l'expulsion d'Othon en 1862, il prend une part active et, avec son frère George, ils soulèvent et dirigent le peuple de Patras. En 1864, il est élu plénipotentiaire de Patras à l'Assemblée nationale et, en 1865, membre du Parlement. En 1867, son père Benizelos décède et il prend, avec son frère, la direction du parti Roufikos. La même année, il échoue à se faire élire député, ce qu'il réussit finalement à faire en 1869. En 1887 et 1892, il est réélu député de Patras. En 1900, il est élu député pour la dernière fois lors d'une élection partielle. En 1877 et 1890, il prend en charge le portefeuille du ministère des affaires ecclésiastiques dans les gouvernements d'Epaminóndas Deligeórgis et de Charílaos Trikoúpis respectivement.
Il est élu maire de Patras à deux reprises, la première fois en 1879 et la seconde en 1895. Les deux mandats durent quatre ans. En 1899, il se présente pour la troisième fois au poste de maire, à la différence que cette fois-ci, le parti Roufos est divisé, puisque son frère Angelis Roufos, député, s'est également présenté. En conséquence, il est mis en minorité et arrive en troisième position, perdant ainsi le poste de maire. Avec son frère Georgios Rufos, il est considéré comme le réformateur de Patras. Durant son mandat, il transforme Patras en une ville décente : Il fonde une usine d'éclairage aérien à Krya Iteon, comble le marais à côté de l'église Saint-André, ouvre des rues, construit la place Omonia, fonde et construit le premier cimetière, fonde des écoles primaires, construit la deuxième école primaire pour filles dans la ville haute, Il réussit à octroyer des terrains publics à la municipalité, construisit le marché de Markato, conclut un prêt avec la Banque nationale à des conditions assez favorables, construisit le bâtiment du tribunal d'instance, acheta des actions du théâtre Apollo et proposa de relier les banlieues au centre-ville en prolongeant le chemin de fer hippomobile.

## Source
- Journal SKRIP, feuille 8-5-1902, de la Bibliothèque nationale numérique.